# Consejo Supremo Electoral (Venezuela)
El Consejo Supremo Electoral (CSE) fue el órgano electoral de Venezuela entre 1936 hasta 1997, cuando es reformado como el Consejo Nacional Electoral.

## Historia
El 9 de septiembre de 1936, a través del Congreso de Venezuela, sancionó la Ley de Censo Electoral y de Elecciones, promulgada el 11 de septiembre del mismo año. En ese entonces, se llamaba Consejo Supremo Electoral, que era un Tribunal de Apelaciones de las decisiones emanadas de las Juntas Estadales y supervisaba el proceso de elecciones.
A partir de 1946 se comienzan a realizar elecciones por voto directo para todos los cuerpos deliberantes. La Constitución de este año consagró el voto directo para la elección del presidente. Por primera vez, se extendió el derecho al voto a las mujeres, los analfabetas y los mayores de 18 años, instaurando con ello el voto universal. En 1948 hubo una interrupción de la institucionalidad democrática del país debido a un golpe militar. Después de la dictadura de Marcos Pérez Jiménez, se restablece la constitucionalidad el 23 de enero de 1958  y el CSE asumió nuevamente sus funciones de organizar y vigilar todos los procesos electorales. El 20 de junio del ese año fueron nombrados sus integrantes, y el CSE finalmente se instaló el 25 de junio.
Desde 1997, con la entrada en vigencia de la Ley Orgánica del Sufragio y Participación Política, es renombrado como Consejo Nacional Electoral, aunque no contaba con el rango de Instituto Autónomo (organismo del estado sin personalidad jurídica propia) y no se constituía como poder público, hasta la aprobación por el referéndum de la constitución de 1999, cuando se le otorga el rango de máximo órgano del Poder Electoral.

## Presidentes
Fuente:
| Presidentes del Consejo Supremo Electoral |                           |             |  |
| Orden                                     | Nombre                    | Período     |  |
| 1                                         | Carlos Morales Fernández  | 1936        |  |
| 2                                         | Rosendo Lozada Hernández  | 1944        |  |
| 3                                         | Diego Arreaza Romero      | 1945        |  |
| 4                                         | Jesús Enrique Lossada     | 1946 - 1947 |  |
| 5                                         | Joel Valencia Parpacén    | 1947 - 1948 |  |
| 6                                         | Vicente Grisanti          | 1951 - 1952 |  |
| 7                                         | Fidel Rotondaro Delgado   | 1958 - 1959 |  |
| 8                                         | Augusto Márquez Cañizales | 1959 - 1961 |  |
| 9                                         | Eduardo Arroyo Lameda     | 1961 - 1967 |  |
| 10                                        | Manuel Rafael Rivero      | 1967 - 1970 |  |
| 11                                        | Luis Antonio Pietri Yepes | 1970 - 1975 |  |
| 12                                        | Carlos Delgado Chapellín  | 1975 - 1990 |  |
| 13                                        | Isidro Morales Paúl       | 1990 - 1995 |  |
| 14                                        | Enrique Yéspica           | 1995 - 1998 |  |